# Signifyin'
Signifyin'  è un album di Lou Donaldson, pubblicato dalla Argo Records nel 1963. Il disco fu registrato il 17 luglio del 1963 a New York.
Nel 2007 fu pubblicato su un unico CD (su etichetta Groove Hut Records), l'album Signifyin' assieme all'LP Possum Head.

## Tracce
Lato A
1. Signifyin' – 7:07 (Lou Donaldson)
2. Time After Time – 2:35 (Sammy Cahn, Jule Styne)
3. Si Si Safronia – 5:38 (Lou Donaldson)

Lato B
1. Don't Get Around Much Anymore – 3:53 (Duke Ellington, Bob Russell)
2. I Feel It in My Bones – 8:15 (Lou Donaldson)
3. Coppin' a Plea – 4:09 (Lou Donaldson)

## Musicisti
- Lou Donaldson - sassofono alto
- Big John Patton - organo
- Tommy Turrentine - tromba
- Roy Montrell - chitarra
- Ben Dixon - batteria